# 市原豊太

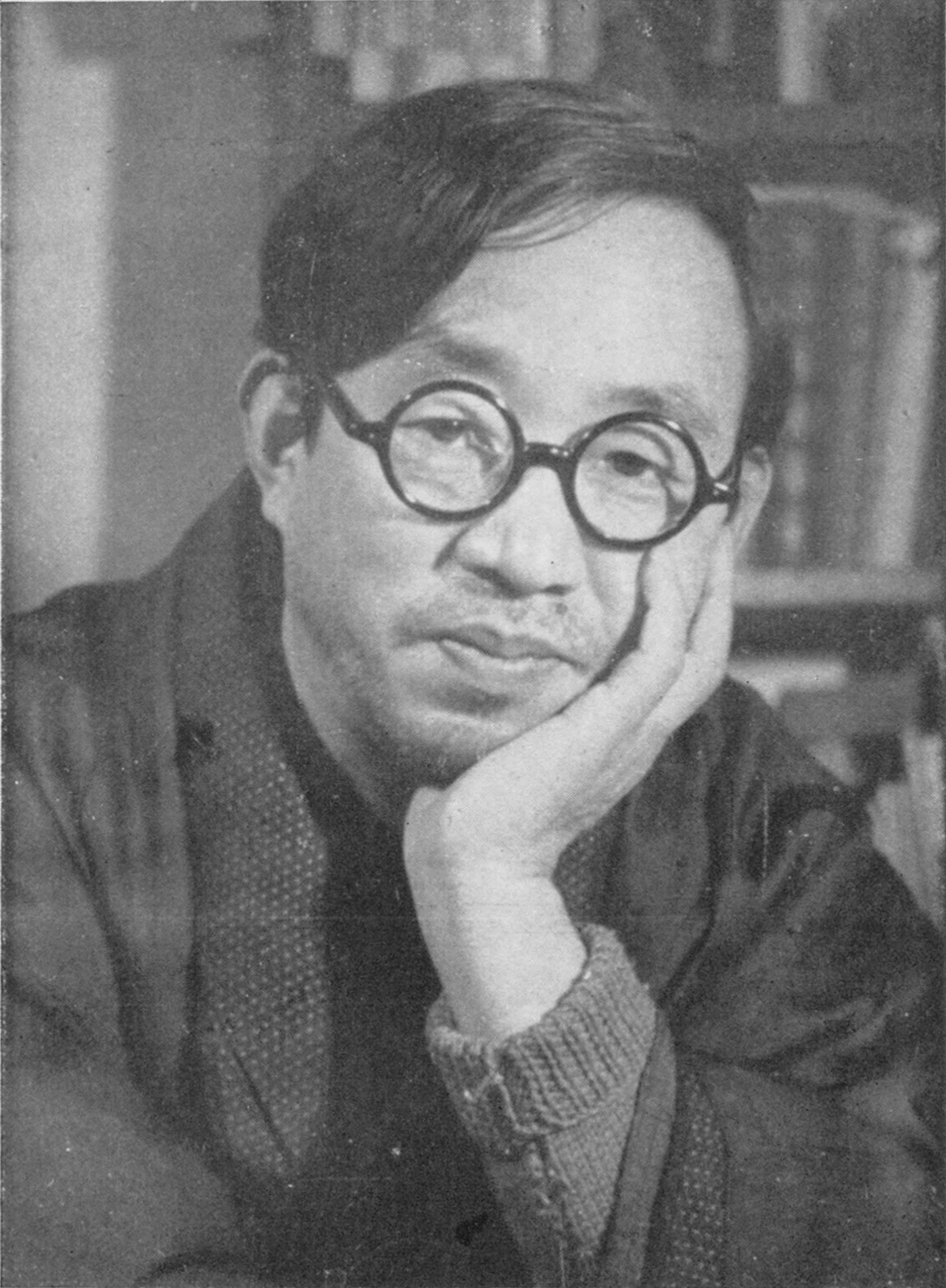
市原豊太（1953年）

市原 豊太（市原 豐太、いちはら とよた、1902年6月22日 - 1990年8月14日）は、日本のフランス文学者、随筆家、翻訳家。

## 略歴
東京で生まれる。父市原卯之助は、山形県出身で帝国海軍将官だった。
1915年に東京高等師範学校附属小学校（現・筑波大学附属小学校）、1920年に東京高等師範学校附属中学校（現・筑波大学附属中学校・高等学校）を卒業。附属中学の同級生には、下村三郎（元最高裁判所判事）、菊池正士（物理学者）、坪井忠二（東京大学名誉教授）、中島健蔵（フランス文学者）などがいた。
旧制第一高等学校を経て、1926年東京帝国大学文学部仏文科卒。
浦和高等学校教授、第一高等学校教授、東京大学教養学部教授、1963年定年退官、青山学院大学教授、獨協大学教授、獨協大学学長代行を経て名誉教授。
歴史的仮名遣を重視する立場で国語審議会委員も務めた。教養主義的・旧制高校的な随筆を多く書いたが、晩年は東洋的な価値観に軸を置いた著作が多い。
弟子・知人により下記が追悼刊行された。
- 『市原豐太先生を偲んで』（市原豐太先生追悼文集刊行会編、芸立出版） 1993

## 著書
- 『思考・意欲・愛情』（青木書店） 1942
- 『内的風景派』（養徳社） 1947
- 『学生論』（要書房） 1950
- 『愛と祈り』（中央公論社） 1950
- 『人生に関する五十八章』（編、河出書房） 1950
- 『生き甲斐について』（東和社） 1951
- 『摸索と彷徨 わが若き日の日記』（東和社） 1952
- 『校内校外』（白水社） 1953
- 『高嶺の雪 或る愛慾の記』（朝日新聞社） 1955
- 『愛と知性のある生き方』（池田書店） 1956
- 『カミーユ・コロー ファブリ世界名画集』（解説、平凡社） 1970
- 『内的風景派』（文藝春秋、人と思想） 1972
- 『無難・正受』（講談社、日本の禅語録15） 1979
- 『言霊の幸ふ国』（神社新報社、神社新報ブックス） 1986 - 新書判
- 『西欧羈旅覚書』（指月社） 1989 - 限定本（245部）

## 主な翻訳
- 『ドミニック』（フロマンタン、養徳社） 1947。岩波文庫 1937、復刊 1988
- 『オーベルマン』上・下（セナンクール、岩波文庫） 1940・1959、復刊 1986
- 『三人の乙女』（フランシス・ジャム、右文書院） 1941。角川文庫 1951。改訳（人文書院） 1977
- 『クララ・デレブウズ』（フランシス・ジャム、鎌倉文庫） 1947
- 『大家族』上・下（モオリス・ドリュオン、梅原成四共訳、創元社） 1950
- 『芸術二十講』（アラン、吉川逸治共訳、河出書房） 1951
- 『人間の終末』（モオリス・ドリュオン、梅原成四共訳、創元社） 1951。新潮文庫 1953
- 『ジェローム・コワニヤールの意見』（アナトオル・フランス、「フランス長篇小説全集」白水社） 1951
- 『ラ・フォンテーヌ 寓話』上・下（白水社） 1951・1957、改版（全1巻）1959、新版 1997
- 『失われた時を求めて - ソドムとゴモラ』（マルセル・プルースト、井上究一郎, 中村真一郎共訳、新潮社） 1953、のち新潮文庫、新装単行版 1974
- 『フランス大革命』上中下（アルベール・マチエ、ねづまさし共訳、岩波文庫） 1958 - 1959、復刊 1989
- 『バビロンの王女 / アマベッドの手紙』（ヴオルテール、中川信共訳、岩波文庫） 1958、復刊 1990
- 『ベアトリックス / 捨てられた女』（バルザック、東京創元社、バルザック全集） 1960、のち新版
- 『アドルフ』（コンスタン、筑摩書房、世界文学大系91） 1964、のち「筑摩世界文学大系86 名作集」ほか